# Фудзівара но Кореюкі
Фудзівара но Кореюкі (*藤原伊行, бл. 1139  —бл. 1175) — середньовічний японський каліграф, художник і письменник кінця періоду Хейан. Представник школи Сесондзі.

## Життєпис
Походив з роду Північних Фудзівара, гілки клану Фудзівара. Нащадок відомого каліграфа Фудзівара но Юкінарі. Син Фудзівара но Саданобу, заступника міністра імператорського двору, відомого каліграфа й переписувача. Народився Кореюкі близько 1139 року. Здобув освіту під орудою батька, продовжив каліграфічні традиції школи Сесондзі.
Перша відома значна робота відноситься до 1153 року, коли розписував ширми буддистських монастирів. З цього часу стає відомим як художник і каліграф. 1156 року після смерті батька очолив школу Сесондзі. До 1160 року призначається міністром імператорського двору. На цій посаді перебував до самої смерті. 1166 року робив урочисті написи та розписи під час церемонії дайдзьосай (один з обрядів сходження на трон) імператора Рокудзьо. За цим призначається на посаду найрана, що займався аналізом паперів, які подавалися на підпис імператорові.
За різніми відомостями помер 1168, 1169 або 1175 року.

## Творчість
Був відомим майстром каліграфії (написання письма тушшю), що поєднувалася з малювання. Ця техніка відома як асіде-е. Відомим шедевром Фудзівара но Кореюкі є сувій 1160 року (входить до збірки «Асіде сітае вакан рьоейсю» — «Збірка декламацій японської і китайської лірики»). В ньому відбився талант художника. За допомогою ультрамаринового синього, зеленого мідної патини і червоної охри, Кореюкі зобразив на дивно красивий берег річки, порослий очеретом і бамбуком, маленьких птахів, які причаїлися в них, на березі коней, навіть дрібне каміння, що лежить в очеретах. Інші каліграфічні твори увійшли до збірки «Босін сецу»
Також Фудзівара но Кореюкі відомий першою працею з історії японської каліграфії.

## Родина
З синів відомими є каліграфи Фудзівара но Корецуне і Фудзівара но Йорідзане, та донька Укьо-но-дайбу, відома поетеса.